# Hypsoblennius proteus
Hypsoblennius proteus és una espècie de peix de la família dels blènnids i de l'ordre dels perciformes.

## Morfologia
- Els mascles poden assolir 2,6 cm de longitud total.[3][4]

## Reproducció
És ovípar.

## Hàbitat
És un peix marí de clima tropical que viu fins als 2 m de fondària.

## Distribució geogràfica
Es troba a les Illes Revillagigedo.